# Princípio das relações de corte

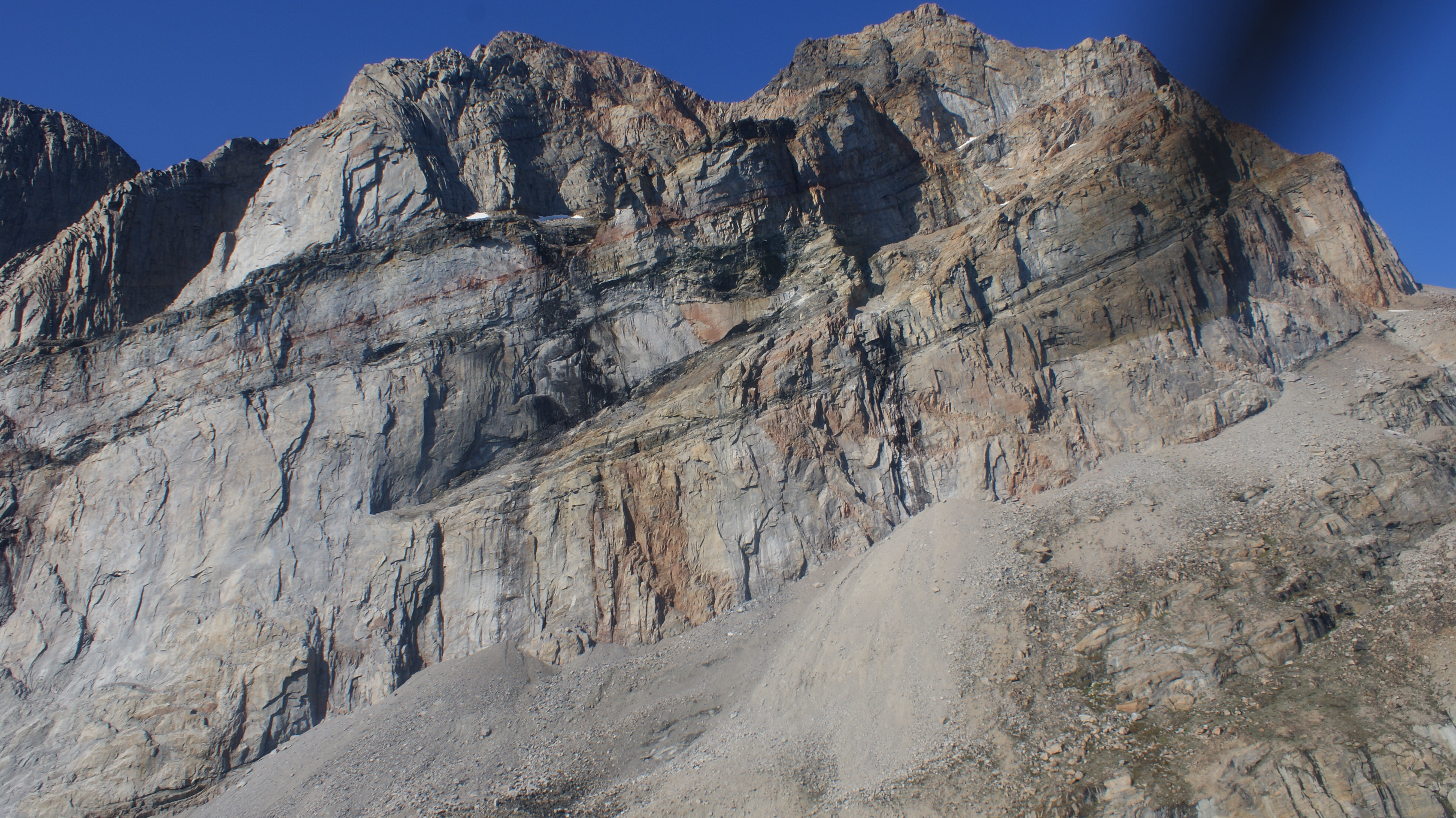
Ilustração de uma

O princípio das relações de corte, introduzido por Nicholas Steno, afirma que uma rocha intrusiva ou falha que corte uma sequência de rochas, é mais jovem que as rochas por ela cortadas.